# Phare d'Almagrundet
Le phare d'Almagrundet (en suédois : Almagrundet fyr) est un feu en mer  situé dans le Golfe de Botnie, appartenant à la commune de Värmdö dans le Comté de Stockholm (Suède).

## Histoire
Ce phare est Localisé sur un banc de sable (haut-fond) nommé Alma nommé d'après le brick norvégien Alma s'est échoué lors d'une violente tempête en 1866. Il est hors  de l'archipel de Stockholm dans le Baltique, à environ 25 km à l'est de l'archipel d'Huvudskär et 16 km au sud-est de l'île de Sandhamn.
Il a remplacé le bateau-phare Almagrundet stationné à cet endroit depuis 1896. Ce phare moderne, construit en 1964, est un phare dit à caisson en béton armé immergé. Il a été construit dans la région de Piteå et transporté par barge sur sa zone de fonction.
Automatisé dès sa mise en fonction, il était d'abord alimenté par un câble électrique sous-marin. En 2008, l'Administration maritime suédoise a remplacé cette alimentation électrique par des panneaux solaires. Le phare est équipé d'un hélipad à son sommet, de puissants projecteurs, d'un signal de brouillard et d'un radar Racon. La tour contient aussi une kitchenette et deux couchettes.

## Description
Le phare est une tour en béton armé de 30 mètres de haut au-dessus du niveau de la mer, montée sur une fondation immergée. La tour est peinte en noir avec une large bande rouge dans sa partie supérieure. Il émet, à une hauteur focale de 32 mètres, quatre éclat blanc, rouge et vert selon différents secteurs toutes les 12 secondes. Sa portée nominale est de 16 milles nautiques (environ 30 km).
Identifiant : ARLHS : SWE-002 ; SV-2855 - Amirauté : C6465 - NGA : 9056.
|                       |
| L'ancien bateau-phare |

### Lien connexe
- Liste des phares de Suède